# William Grayson

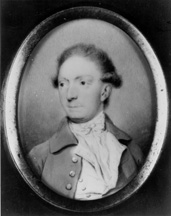
William Grayson

William Grayson (* 1736 in Dumfries, Colony of Virginia; † 12. März 1790 in Dumfries, Virginia) war ein US-amerikanischer Politiker. Er vertrat Virginia im Kontinentalkongress und war einer der beiden ersten US-Senatoren für diesen Bundesstaat.
William Grayson wurde 1736 auf Belle Aire, dem Anwesen seiner Eltern Benjamin Grayson und Susannah Moore Grayson geboren; heute befindet sich auf diesem Gebiet der Ort Woodbridge. Er besuchte die University of Pennsylvania und machte dort 1760 seinen Abschluss. Danach ging er zu weiteren Studien nach Großbritannien; allerdings ist nicht genau überliefert, ob er diese an der Universität Oxford oder der Universität Edinburgh betrieb. Nach seiner Rückkehr praktizierte er bis zum Beginn des Unabhängigkeitskrieges als Jurist in Dumfries.
Während des Krieges fungierte Grayson zunächst als persönlicher Adjutant von George Washington und stieg zum Lieutenant Colonel auf. 1777 stellte er ein Regiment für die Kontinentalarmee zusammen, das als Grayson's Regiment bekannt wurde, und kämpfte mit diesem im Philadelphia-Feldzug. Er war 1778 Mitglied eines Ausschusses, der sich mit Kriegsgefangenen befasste, ehe er im folgenden Jahr aus dem Militär ausschied und im Board of War mitwirkte, einem vom Kontinentalkongress einberufenen Sonderausschuss, der die zivile Oberaufsicht über die Kontinentalarmee führte.
Grayson, der wie viele Offiziere der Kontinentalarmee ein Gründungsmitglied der Society of the Cincinnati war, kehrte 1781 nach Dumfries zurück, um seine Tätigkeit als Anwalt wieder aufzunehmen. Von 1784 bis 1785 gehörte er dem Abgeordnetenhaus von Virginia an. Danach nahm er zwischen 1785 und 1787 als Delegierter aus Virginia am Kontinentalkongress teil, wobei er zur Gruppe der Anti-Föderalisten um George Mason, James Monroe und Patrick Henry zählte. Wie diese verweigerte er 1788 – er war mittlerweile wieder Abgeordneter im Parlament von Virginia – die Ratifizierung der US-Verfassung durch den dazu einberufenen Staatskonvent. Dabei führte Grayson aus, die Verfassung sei weder stark genug für die Zwecke einer Zentralregierung, noch reichten ihre dezentralen Elemente aus, um den Föderalismus zu fördern. Obwohl seine Fraktion in dieser Debatte letztlich unterlag, gelang es Grayson vor allem durch den Einfluss von Patrick Henry, als einer der beiden ersten Senatoren Virginias in den ersten US-Kongress gewählt zu werden. Er trat sein Amt am 4. März 1789 an und war neben Richard Henry Lee, Virginias anderem Senator, das einzige Mitglied des Senats, das die Zustimmung zur Verfassung verweigert hatte.
Grayson starb bereits im März des folgenden Jahres an den Folgen einer Gichterkrankung und wurde in der Familiengruft auf dem Anwesen Belle Aire beigesetzt. Sein Enkel John Breckinridge Grayson diente während des Bürgerkrieges als General in der Konföderiertenarmee. Das Grayson County in Virginia trägt ebenso seinen Namen wie das Grayson County in Kentucky.
Seit 1780 war er gewähltes Mitglied der American Philosophical Society.